# Mescaleros
Pour les articles homonymes, voir Mescalero (homonymie).
Les Mescaleros (ou Mescaleros Apaches) forment une tribu amérindienne de lignée athabaskane vivant dans la réserve indienne des Mescaleros Apaches dans le centre-sud du Nouveau-Mexique. Les Mescaleros ont ouvert leurs portes à d'autres groupes apaches, les Chiricahuas emprisonnés à Fort Sill, dans l'Oklahoma et les Lipans. Le décret de réorganisation (Indian Reorganization Act) de 1936 confirme l'installation des tribus dans la réserve. 

## Réserve
Établie originellement le 27 mai 1873 sur ordre du président Ulysses S. Grant, la réserve est d'abord située près de Fort Stanton. La réserve actuelle est établie en 1883 et occupe une superficie de 1 862,463 km2[réf. nécessaire], presque entièrement dans le comté d'Otero au Nouveau-Mexique, mais une minuscule section non peuplée déborde sur le comté de Lincoln juste au sud-ouest de la ville voisine de Ruidoso.
En 2018, la réserve compte 3 730 habitants, dont 93 % sont amérindiens. Le taux de chômage y est de 20 % et 32,4 % de sa population vit sous le taux de pauvreté.

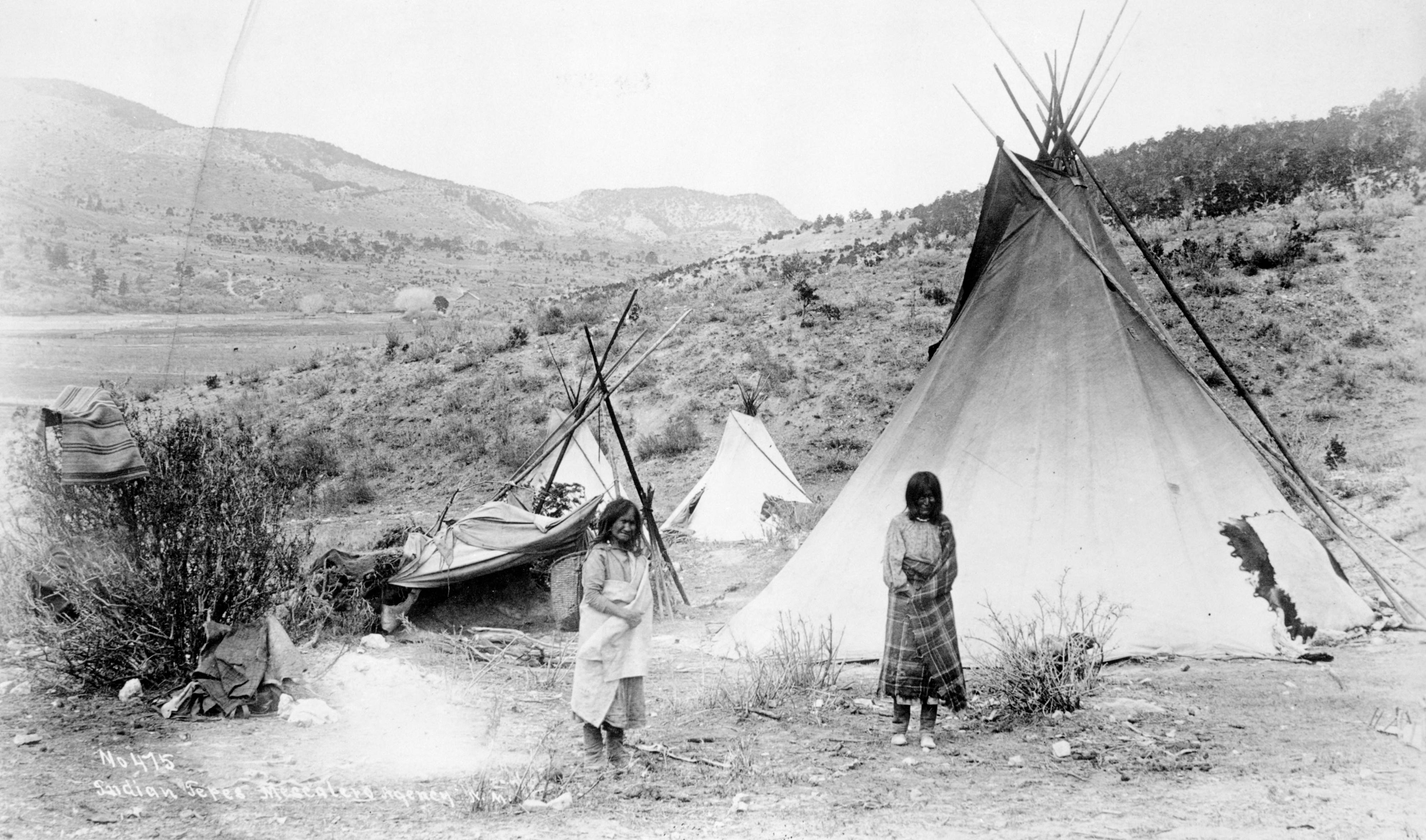
Tipis mescaleros (vers 1890-1910).

Ranchs et tourisme sont les sources principales de revenus. La route 70 est la voie principale à travers la réserve, qui se situe sur le versant oriental des monts Sacramento et borde la forêt nationale de Lincoln. Les montagnes et les collines sont couvertes de forêts de pins et le développement commercial est restreint. Cependant, la réserve elle-même investit, par exemple, dans une station de ski appelée maintenant Ski Apache, sur une montagne de la Sierra Blanca, et un hôtel avec casino sur son versant ombragé. 
La Sierra Blanca elle-même est un lieu sacré pour les Apaches. On trouve des informations historiques dans un centre culturel situé près du quartier général de la tribu, sur la route 70, dans la plus grande communauté de Mescaleros de la réserve, ainsi que dans un autre musée sur le versant occidental des monts Sacramento, à Dog Canyon, au sud d'Alamogordo, dans le parc d'État d'Oliver Lee Memorial.

## Organisation tribale
La tribu Mescalero Apache est dirigée par Wendell Chino, président pendant 43 ans, jusqu'à sa mort le 4 novembre 1998. Son fils, Mark Chino, lui succède à la présidence de la tribu. La tribu a des élections tous les deux ans pour le conseil tribal et tous les quatre ans pour le président.
Carleton Naiche-Palmer prête serment comme nouveau président de la tribu Mescalero Apache le 11 janvier 2008.

## Culture et langue
La langue mescalero est une langue athapaskane méridionale, une sous-famille des langues athapaskanes et na-dené. Le mescalero est étroitement lié au chiricahua et connecté, de manière plus éloignée, au navajo et à l'apache occidental.